# 대구경북경제자유구역
대구경북경제자유구역(大邱慶北經濟自由區域, 영어: Daegu-Gyeongbuk Free Economic Zone, DGFEZ)은 2008년 4월 25일 경제활동의 예외조치를 허용해주며 혜택을 부여해주는 경제 특별 구역으로 지정되었다. 대구, 구미, 포항 등 11개 지구 39.6km2 규모로 조성되고, 모토는 '내륙형 지식경제자유구역'으로 새로운 경제 모델을 제시해줄 것으로 기대된다.

## 지구별 개발 계획
| 사업지구                 | 위치        | 개발계획                                            | 관련 링크                       |
| ------------------------ | ----------- | --------------------------------------------------- | ------------------------------- |
| 대구혁신지구             | 대구 동구   | 국제교육 및 학술·연구관련 산업                      | 공공기관 지방이전               |
| 국제문화산업지구         | 대구 남구   | 게임 및 문화컨텐츠, 방송미디어, 전시산업            | 대구디지털산업진흥원            |
| 국제패션디자인지구       | 대구 동구   | 패션디자인, 미디어, 첨단 IT 및 지식관련 산업        |                                 |
| 대구테크노폴리스지구     | 대구 달성군 | 전시, 지식기반서비스, 지능형 자동차부품, 바이오산업 | 대구경북과학기술원 달성산업단지 |
| 성서5차첨단산업지구      | 대구 달성군 | IT, 모바일, 전기·전자 및 정보통신 산업              | 성서산업단지                    |
| 수성의료지구             | 대구 수성구 | 교육, 의료, 레저휴양, 관광산업                      | 대구한의대학교                  |
| 구미디지털산업지구       | 경북 구미시 | 모바일, 전자정보산업, R&D 관련 산업                 | 구미국가산업단지                |
| 경산학원연구지구         | 경북 경산시 | 국제교육, 의료기기산업                              |                                 |
| 영천첨단부품소재산업지구 | 경북 영천시 | 하이브리드 기계소재·부품, 지능형 자동차부품 산업    |                                 |
| 영천하이테크파크지구     | 경북 영천시 | 메카트로닉스, 유통물류, 군수 산업                   |                                 |
| 포항융합기술산업지구     | 경북 포항시 | 바이오·의료, 소재·부품, R&D 특화 및 산업단지        |                                 |

## 같이 보기
- 경제자유구역

- 대구경북경제자유구역청